# Эк Тхабпинг, Иосиф
Иосиф Эк Тхабпинг (20 марта 1934 года, Дон Моттай, Таиланд — 12 февраля 1985 года, Ратбури, Таиланд) — католический прелат, епископ Ратбури с 2 октября 1975 года по 12 февраля 1985 года.

## Биография
Иосиф Эк Тхабпинг родился 20 марта 1934 года в селении Дон Маттай, Таиланд. 20 декабря 1959 года был рукоположён в священника.
2 октября 1975 года Римский папа Павел VI назначил Иосифа Эк Тхабпинга епископом Ратбури. 17 января 1976 года состоялось рукоположение Иосифа эк Тхабпинга в епископа, которое совершил епископ Чиангмая Роберт Ратна Бамрунгтракул в сослужении с архиепископом Тхари и Нонсенга Михаилом Киен Самопитаком и кардиналом Михаилом Мичаи Китбунчу.
Скончался 12 февраля 1985 года.